# Campeonato Mundial de Yngling
El Campeonato Mundial de Yngling es la máxima competición internacional de la clase de vela Yngling. Se realizó anualmente entre los años 2002 y 2008 bajo la organización de la Federación Internacional de Vela (ISAF). Este tipo de embarcación, tripulada solo por mujeres, fue una clase olímpica en los Juegos Olímpicos de Atenas 2004 y Pekín 2008.

## Palmarés
| N.º | Año  | Sede                    | Oro                                                      | Plata                                                     | Bronce                                                                |
| --- | ---- | ----------------------- | -------------------------------------------------------- | --------------------------------------------------------- | --------------------------------------------------------------------- |
| I   | 2002 | Brunnen · ( Suiza)      | Mónica Azón · Laia Tutzó · Sandra Azón · España          | Ulrike Schümann · Wibke Bülle · Winnie Lippert · Alemania | Elizabeth Alison Lee Icyda Susanne Leech Estados Unidos               |
| II  | 2003 | Cádiz · ( España)       | Hannah Swett Joan Touchette Melissa Purdy Estados Unidos | Ulrike Schümann · Wibke Bülle · Winnie Lippert · Alemania | Dorte Jensen Helle Jespersen Rachel Kiel Dinamarca                    |
| III | 2004 | Santander · ( España)   | Trine Palludan Christina Otzen Ida Hartvig Dinamarca     | Dorte Jensen Helle Jespersen Rachel Kiel Dinamarca        | Carol Cronin Elizabeth Filter Nancy Haberland Estados Unidos          |
| IV  | 2005 | Mondsee · ( Austria)    | Sally Barkow Carolyn Howe Deborah Capozzi Estados Unidos | Sharon Ferris Raynor Smeal Ashley Holtum Nueva Zelanda    | Vladelina Ilienko · Yekaterina Kovalenko · Natalia Gaponovich · Rusia |
| V   | 2006 | La Rochelle ( Francia)  | Mónica Azón · Sandra Azón · Graciela Pisonero · España   | Ulrike Schümann · Runa Kappel · Ute Höpfner · Alemania    | Sally Barkow Carolyn Howe Deborah Capozzi Estados Unidos              |
| VI  | 2007 | Cascaes ( Portugal)     | Sarah Ayton Sarah Webb Pippa Wilson Reino Unido          | Sally Barkow Carolyn Howe Deborah Capozzi Estados Unidos  | Shirley Robertson Annie Lush Lucy MacGregor Reino Unido               |
| VII | 2008 | Miami ( Estados Unidos) | Sarah Ayton Sarah Webb Pippa Wilson Reino Unido          | Krystal Weir Karyn Gojnich Angela Farrell Australia       | Ulrike Schümann · Julia Bleck · Ute Höpfner · Alemania                |

1. 1 2  Celebrado en el Campeonato Mundial de Vela Olímpica.

## Medallero histórico
- Hasta Miami 2008

| Núm. | País           | Oro | Plata | Bronce | Total |
| ---- | -------------- | --- | ----- | ------ | ----- |
| 1    | Estados Unidos | 2   | 1     | 3      | 6     |
| 2    | Reino Unido    | 2   | 0     | 1      | 3     |
| 3    | España         | 2   | 0     | 0      | 2     |
| 4    | Dinamarca      | 1   | 1     | 1      | 3     |
| 5    | Alemania       | 0   | 3     | 1      | 4     |
| 6    | Australia      | 0   | 1     | 0      | 1     |
| 6    | Nueva Zelanda  | 0   | 1     | 0      | 1     |
| 8    | Rusia          | 0   | 0     | 1      | 1     |
|      | TOTAL          | 7   | 7     | 7      | 21    |